# Ave de corral

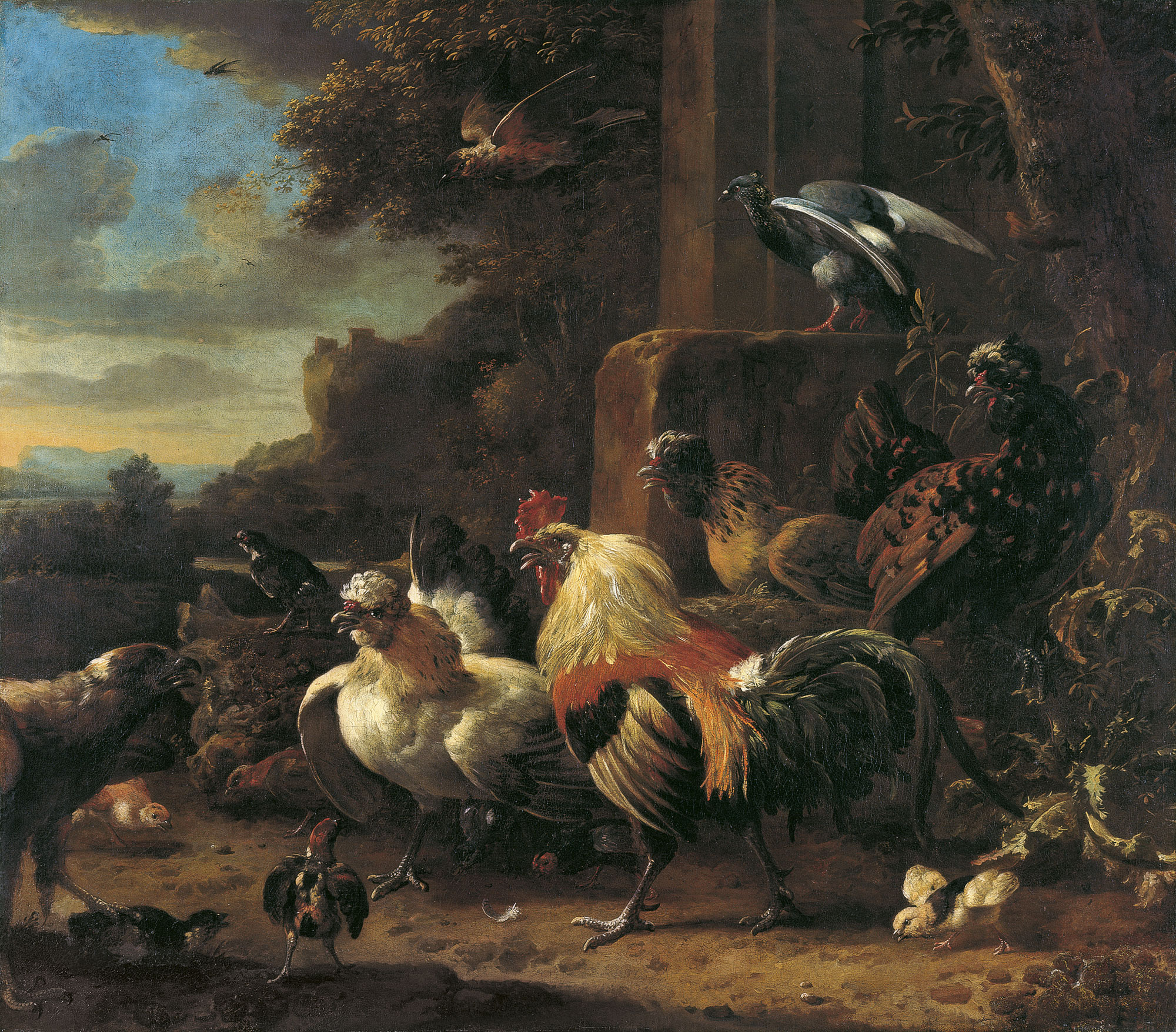
Paisaje con aves de corral, óleo de Melchior d'Hondecoeter.

Un ave de corral es una ave domesticada utilizada por el hombre para la alimentación, ya sea en forma de carne o por sus huevos; y por sus plumas y plumón. La denominación incluye típicamente a miembros de los órdenes Galliformes (tales como los pollos y pavos) y Anseriformes (aves acuáticas como patos y gansos).
Sin embargo, esta no es una clasificación estricta, y el término puede hacer referencia también a otros tipos de aves que son utilizadas en la cocina, como las palomas e incluso avestruces. Para las aves como el faisán, la codorniz y los patos salvajes, se utiliza comúnmente el término aves de caza.
Estudios genómicos recientes indican que la domesticación de las aves de corral tuvo lugar hace unos 8000 años en el sudeste asiático, anteriormente se creía que esto había ocurrido hace unos 5.400 años, también en el sudeste asiático. En un principio, pudo ser el resultado de que la gente incubara y criara aves jóvenes a partir de huevos recogidos en la naturaleza, pero más tarde supuso mantener las aves permanentemente en cautividad. Es posible que los pollos domesticados se utilizaran al principio para las peleas de gallos y que las codornices se criaran por su canto, pero pronto se comprendió la utilidad de tener una fuente de alimento criada en cautividad. A lo largo de los siglos se llevó a cabo una cría selectiva para conseguir un crecimiento rápido, capacidad de puesta de huevos, conformación, plumaje y docilidad, y las razas modernas suelen tener un aspecto muy diferente al de sus ancestros salvajes. Aunque algunas aves se siguen criando en pequeños grupos en sistemas extensivos, la mayoría de las aves disponibles en el mercado hoy en día se crían en empresas comerciales intensivas.
Aunque prácticamente todas las partes de un pájaro son comestibles, las partes o presas más suculentas son los músculos pectorales del vuelo, llamados pechugas, y los músculos del primer y segundo segmento de las extremidades inferiores, llamados muslo y pierna respectivamente; estas son las preferidas en cocina. También se utilizan, aunque en menor medida, las extremidades superiores o alas, el cuello o pescuezo, las patas y las vísceras, también llamadas menudencias.
En los pollos y, en general, en todas las aves que no tienen un vuelo sostenido o son no voladoras, los músculos pectorales no están adaptados para uso sostenido, y tienen menos mioglobina transportadora de oxígeno que los músculos de las extremidades inferiores. Presentan así un color más blanco, por lo que a la pechuga suele llamársele "carne blanca" en contraste con la "carne oscura", como se llama a las demás partes. En las aves voladoras, como las acuáticas y las de caza, los músculos pectorales están adaptados para el vuelo sostenido, por lo tanto, su carne es oscura. Por otro lado, la crianza al aire libre (pollo campero o de corral) suele dar un tono amarillento a su carne

## Pollos

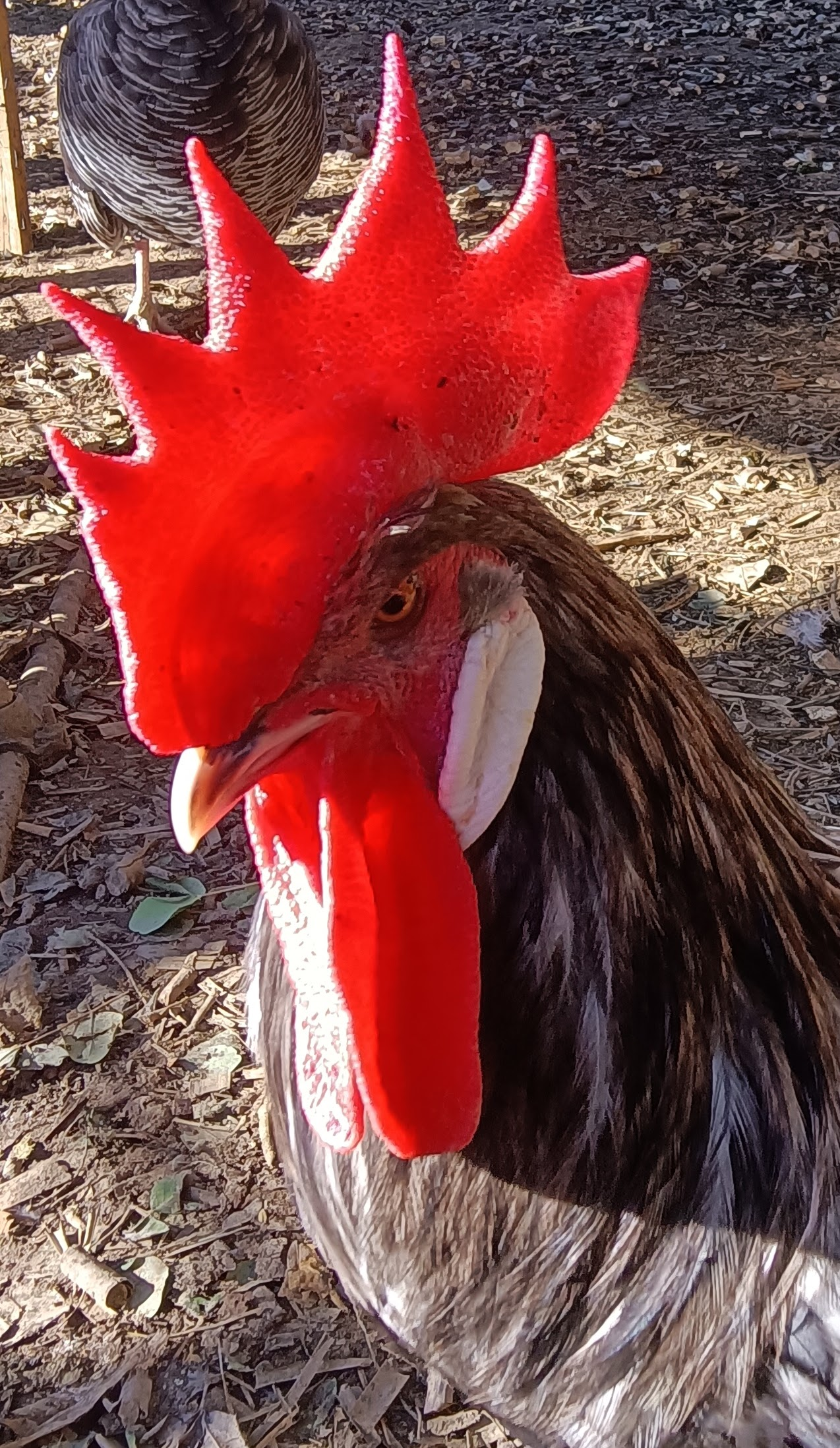
Gallo con cresta y barbas.

Los pollos son aves de tamaño mediano, fornidas, con una postura erguida y caracterizadas por carnosas crestas rojas y barbas en la cabeza. Los machos, conocidos como gallos, suelen ser más grandes, de colores más atrevidos y tienen un plumaje más exagerado que las hembras (gallinas). Los pollos son aves gregarias, omnívoras y terrestres que en su entorno natural buscan entre la hojarasca semillas, invertebrados y otros animales pequeños. Rara vez vuelan, excepto como resultado de un peligro percibido, prefiriendo correr hacia la maleza si se les acercan. El pollo doméstico de hoy desciende principalmente del gallo salvaje rojo de la jungla de Asia, con algunos aportes adicionales de aves tales como el gallo gris salvaje, el gallo de Sri Lanka y el gallo verde de Java.
Los estudios genómicos estiman que el pollo fue domesticado hace 8.000 años en el sudeste asiático y se extendió a China e India 2000–3000 años después. La evidencia arqueológica respalda a los pollos domésticos en el sudeste asiático mucho antes del 6000 a. C., China en el 6000 a. C. e India en el 2000 a. C. Un estudio histórico de 2020 de Nature que secuencia completamente 863 pollos en todo el mundo sugiere que todos los pollos domésticos se originan a partir de un solo evento de domesticación del gallo salvaje rojo cuya distribución actual es predominantemente en el suroeste de China, el norte de Tailandia y Birmania. Estos pollos domesticados se extendieron por el sudeste y sur de Asia, donde se cruzaron con especies silvestres locales de aves de la selva, formando grupos genéticamente y geográficamente distintos. El análisis de la raza comercial más popular muestra que la raza White Leghorn posee un mosaico de ancestros divergentes heredados de subespecies del gallo salvaje rojo.
Los pollos fueron uno de los animales domesticados transportados con las migraciones austronesias transportadas por mar a Taiwán, las islas de Melanesia, Madagascar y las islas del Pacífico; a partir de alrededor del 3500 al 2500 a. C.
Para el año 2000 a. C., las gallinas parecen haber llegado al valle del Indo y 250 años después, llegaron a Egipto. Todavía se usaban para la lucha y se consideraban símbolos de fertilidad. Los romanos las usaron en adivinación, y los egipcios hicieron un gran avance cuando aprendieron la difícil técnica de la incubación artificial. Desde entonces, la cría de pollos se ha extendido por todo el mundo para la producción de alimentos, siendo las aves domésticas una valiosa fuente tanto de huevos como de carne.
Desde su domesticación, se ha establecido una gran cantidad de razas de pollos locales y regionales, pero con la excepción de la Leghorn blanca, la mayoría de las aves comerciales modernas son de origen híbrido. Aproximadamente en 1800, los pollos comenzaron a criarse a mayor escala, y las granjas avícolas modernas de alto rendimiento estuvieron presentes en el Reino Unido desde alrededor de 1920 y se establecieron en los Estados Unidos poco después de la Segunda Guerra Mundial. A mediados del siglo XX, la industria de producción de carne de aves de corral era de mayor importancia que la industria de la puesta de huevos. La cría de aves de corral ha producido razas y cepas para satisfacer diferentes necesidades; aves ponedoras de estructura ligera que pueden producir 300 huevos al año; aves carnosas de crecimiento rápido destinadas al consumo a una edad temprana y aves utilitarias que producen tanto un número aceptable de huevos como una canal bien carnosa. Los machos no son deseados en la industria de la puesta de huevos y, a menudo, pueden identificarse tan pronto como nacen para su posterior sacrificio. En las razas de carne, estas aves a veces se castran (a menudo químicamente) para evitar la agresión. El ave resultante, también tiene una carne más tierna y sabrosa.

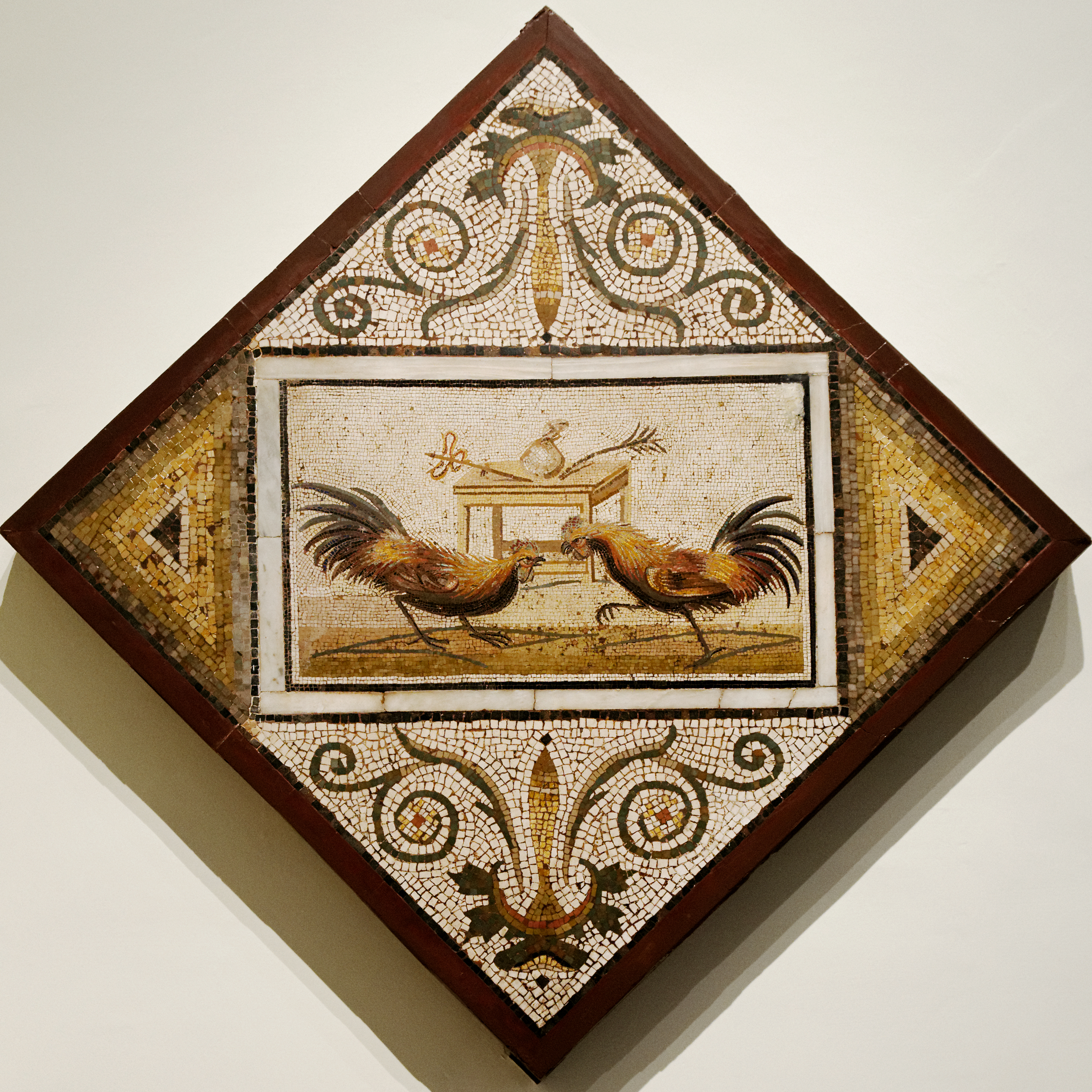
Mosaico romano que representa una pelea de gallos.

Un pollo enano es una pequeña variedad de pollo doméstico, ya sea una versión en miniatura de un miembro de una raza estándar o un "gallo verdadero" sin contraparte más grande. Los gallos pueden ser de un cuarto a un tercio del tamaño de las aves estándar y ponen huevos igualmente pequeños. Son mantenidos por pequeños propietarios y aficionados para la producción de huevos, se usan como gallinas cluecas, con fines ornamentales y para exhibiciones.

## Patos
Los patos son aves acuáticas de tamaño mediano con pico ancho, ojos en el costado de la cabeza, cuello bastante largo, patas cortas muy atrás del cuerpo y patas palmeadas. Los machos a menudo son más grandes que las hembras  y tienen colores diferentes en algunas razas. Los patos domésticos son omnívoros y comen una variedad de materiales animales y vegetales como insectos acuáticos, moluscos, gusanos, pequeños anfibios, algas acuáticas y pastos. Se alimentan en aguas poco profundas jugando, con la cabeza bajo el agua y la cola al revés. La mayoría de los patos domésticos son demasiado pesados para volar y son aves sociales que prefieren vivir y moverse juntos en grupos. Mantienen su plumaje impermeable al acicalarse, un proceso que esparce las secreciones de la glándula acicalada sobre sus plumas.

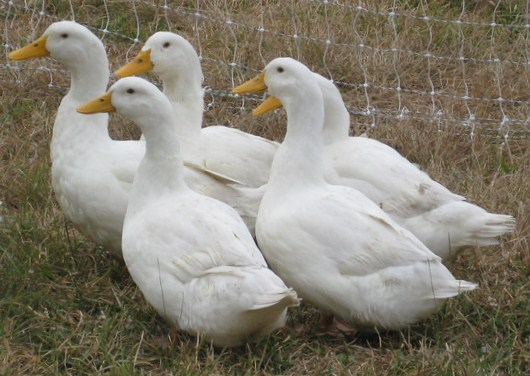
Patos pekineses

Los modelos de arcilla de patos encontrados en China que se remontan al 4000 a. C. pueden indicar que la domesticación de los patos tuvo lugar allí durante la cultura Yangshao. Incluso si este no es el caso, la domesticación del pato tuvo lugar en Extremo Oriente al menos 1500 años antes que en Occidente. Lucio Columela, escribiendo en el siglo I a. C., aconsejaba a quienes buscaban criar patos que recolectaran huevos de aves silvestres y los pusieran debajo de una gallina clueca, porque cuando se crían de esta manera, los patos "dejan a un lado su naturaleza salvaje y sin dudarlo se reproducen cuando están cerrados en el corral de pájaros". A pesar de esto, los patos no aparecieron en los textos agrícolas en Europa occidental hasta aproximadamente el 810 d. C., cuando comenzaron a mencionarse junto con los gansos, las gallinas y los pavos reales como pagos de alquiler hechos por los arrendatarios a los terratenientes.
Existe un consenso generalizado de que el ánade real (Anas platyrhynchos) es el antepasado de todas las razas de patos domésticos (con la excepción del pato real (Cairina moschata), que no está estrechamente relacionado con otros patos). Los patos se crían principalmente por su carne, huevos y plumón. Como ocurre con los pollos, se han desarrollado varias razas, seleccionadas por su capacidad para poner huevos, su rápido crecimiento y un plumaje bien cubierto. La raza comercial más común en el Reino Unido y Estados Unidos es el pato Pekín, que puede poner 200 huevos al año y alcanzar un peso de 3,5 kg en 44 días. En el mundo occidental, los patos no son tan populares como los pollos, porque estos últimos producen mayores cantidades de carne blanca magra y son más fáciles de criar de forma intensiva, lo que hace que el precio de la carne de pollo sea más bajo que el de la carne de pato. Aunque es popular en la alta cocina, el pato aparece con menos frecuencia en la industria alimentaria del mercado masivo. Sin embargo, las cosas son diferentes en Oriente. Los patos son más populares allí que las gallinas y, en su mayoría, todavía se crían de la manera tradicional y se seleccionan por su capacidad para encontrar suficiente alimento en los campos de arroz cosechados y otros ambientes húmedos.

## Gansos

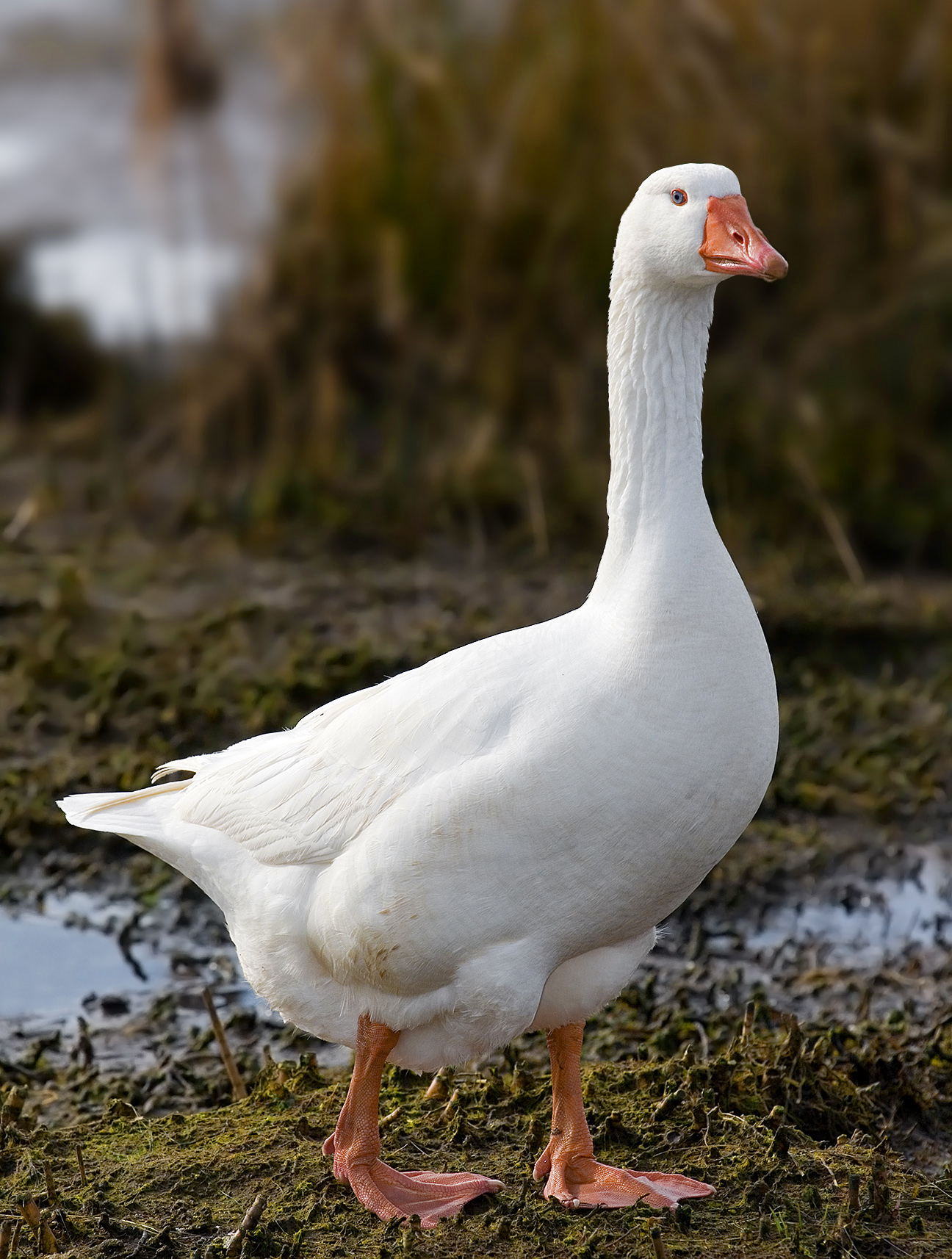
Un ganso Emden, descendiente del ganso común.

El ganso común (Anser anser) fue domesticado por los egipcios hacia 3000 a. C,, y una especie salvaje diferente, el ganso cisne ( Anser cygnoides), domesticado en Siberia unos mil años después, se conoce como ganso chino. Los dos se hibridan entre sí y la gran protuberancia en la base del pico, una característica notable del ganso chino, está presente en diferentes grados en estos híbridos. Los híbridos son fértiles y han dado lugar a varias de las razas modernas. A pesar de su temprana domesticación, los gansos nunca han ganado la importancia comercial de los pollos y patos.
Los gansos domésticos son mucho más grandes que sus contrapartes salvajes y tienden a tener cuellos gruesos, una postura erguida y cuerpos grandes con anchos extremos traseros. Las aves derivadas del ánsar gris son grandes y carnosas y se utilizan para la carne, mientras que los gansos chinos tienen estructuras más pequeñas y se utilizan principalmente para la producción de huevos. El fino plumón de ambos se valora para su uso como relleno en almohadas y prendas acolchadas. Se alimentan de pasto y malezas, complementando esto con pequeños invertebrados, y uno de los atractivos de la cría de gansos es su capacidad para crecer y prosperar en un sistema basado en pasto. Son muy sociables y tienen buena memoria y se les puede permitir vagar mucho sabiendo que regresarán a casa al anochecer. El ganso chino es más agresivo y ruidoso que otros gansos y se puede utilizar como animal de guardia para advertir de intrusos. La carne de los gansos es de color oscuro y rica en proteínas, pero depositan grasa por vía subcutánea, aunque esta grasa contiene principalmente ácidos grasos monoinsaturados. Las aves son sacrificadas alrededor de las 10 o alrededor de las 24 semanas. Entre estas edades, hay problemas para recubrir la carcasa debido a la presencia de plumas de alfiler en desarrollo.
En algunos países, los gansos y los patos son alimentados a la fuerza para producir hígados con un contenido de grasa excepcionalmente alto para la producción de foie gras. Más del 75% de la producción mundial de este producto se produce en Francia, con industrias menores en Hungría y Bulgaria y una producción creciente en China a inicios del siglo XXI. El foie gras se considera un lujo en muchas partes del mundo, pero el proceso de alimentar a las aves de esta manera está prohibido en muchos países por motivos de bienestar animal.

## Pavos

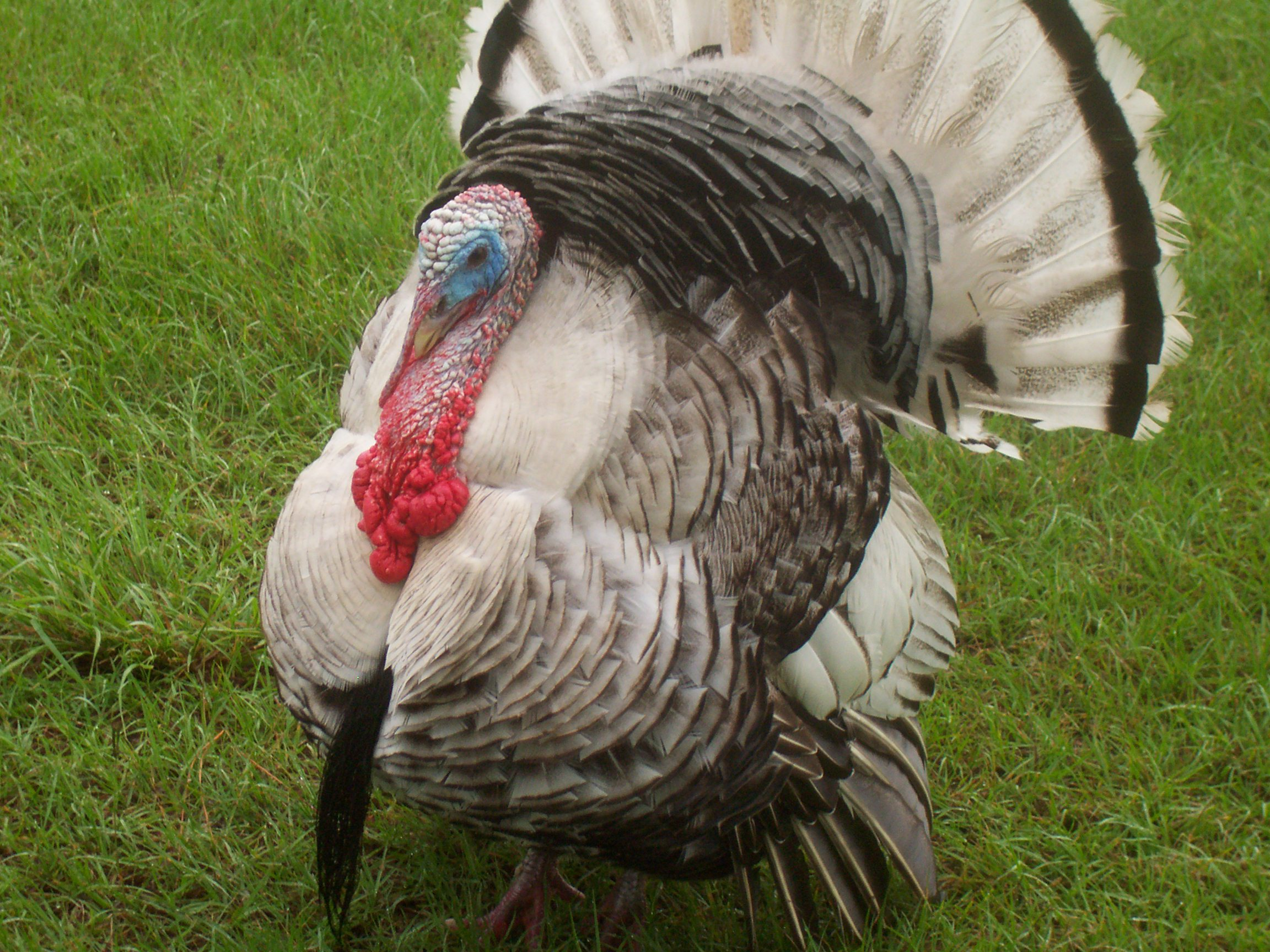
Pavo domesticado macho exhibiéndose sexualmente mostrando la redecilla colgando sobre el pico, las carúnculas colgando de la garganta y la 'barba' de plumas pequeñas, negras y rígidas en el pecho.

Los pavos son aves de gran tamaño, siendo sus parientes más cercanos el faisán y la pintada. Los machos son más grandes que las hembras y tienen colas extendidas en forma de abanico y barbas carnosas distintivas, llamadas redecilla, que cuelgan de la parte superior del pico y se utilizan en la exhibición de cortejo. Los pavos salvajes pueden volar, pero rara vez lo hacen, prefiriendo correr con un paso largo y a horcajadas. Se posan en los árboles y buscan alimento en el suelo, alimentándose de semillas, nueces, bayas, pasto, follaje, invertebrados, lagartos y pequeñas serpientes.
El pavo domesticado moderno desciende de una de las seis subespecies de pavo salvaje (Meleagris gallopavo) que se encuentran en los actuales estados mexicanos de Jalisco, Guerrero y Veracruz.  Las tribus pre-aztecas en el centro-sur de México domesticaron por primera vez al ave alrededor del 800 a. C., y los indios Pueblo que habitaban la meseta de Colorado en los Estados Unidos hicieron lo mismo alrededor del 200 a. C. usaban las plumas para túnicas, mantas y con fines ceremoniales. Más de 1000 años después, se convirtieron en una importante fuente de alimento. Los primeros europeos que se encontraron con el ave la identificaron erróneamente como una gallina de Guinea, un ave conocida como "gallina turca" en ese momento, porque había sido introducida en Europa a través de Turquía.
Los pavos comerciales generalmente se crían en interiores bajo condiciones controladas. A menudo se trata de edificios grandes, construidos especialmente para proporcionar ventilación y poca intensidad de luz (esto reduce la actividad de las aves y, por lo tanto, aumenta la tasa de aumento de peso). Las luces se pueden encender durante 24 h/día, o una variedad de regímenes de luz por pasos para alentar a las aves a alimentarse con frecuencia y, por lo tanto, crecer rápidamente. Las hembras alcanzan el peso de sacrificio alrededor de las 15 semanas de edad y los machos alrededor de las 19. Las aves comerciales maduras pueden pesar dos veces más que sus contrapartes silvestres. Se han desarrollado muchas razas diferentes, pero la mayoría de las aves comerciales son blancas, ya que esto mejora la apariencia de la carcasa vestida, siendo menos visibles las plumas de los alfileres. Hasta finales del siglo XX, los pavos se consumían principalmente en ocasiones especiales como Navidad (10 millones de aves en el Reino Unido) o Acción de Gracias (60 millones de aves en los Estados Unidos). Sin embargo, se están convirtiendo cada vez más en parte de la dieta diaria en muchas partes del mundo.

## Otras aves de corral

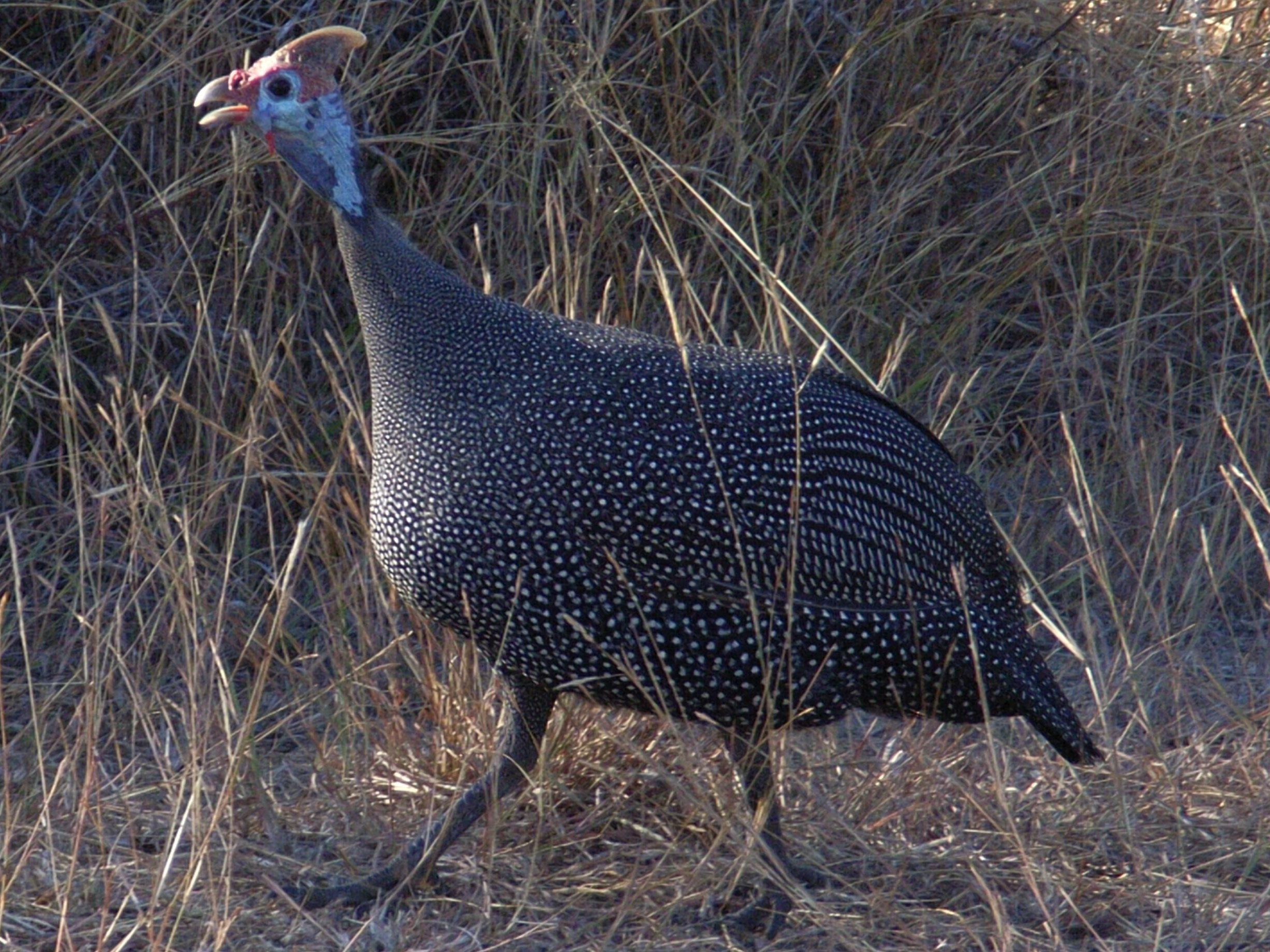
Ejemplar de gallina de Guinea.

La gallina de Guinea se originó en el sur de África, y la especie que se cría con mayor frecuencia como aves de corral es la gallina de Guinea con casco (Numida meleagris). Es un pájaro gris o moteado de tamaño mediano con una pequeña cabeza desnuda con barbas de colores y una protuberancia en la parte superior, y fue domesticado en la época de los antiguos griegos y romanos. Las gallinas de Guinea son aves resistentes y sociables que subsisten principalmente de insectos, pero también consumen hierbas y semillas. Mantendrán un huerto libre de plagas y se comerán las garrapatas que transmiten la enfermedad de Lyme. Se posan felizmente en los árboles y dan una advertencia vocal en voz alta sobre la aproximación de los depredadores. Su carne y huevos se pueden comer de la misma manera que los pollos, ya que las aves jóvenes están listas para la mesa a la edad de unos cuatro meses.
Un pichón es el nombre dado a la cría de palomas domésticas que están destinados al consumo. Como otras palomas domesticadas, las aves que se utilizan para este propósito descienden de la paloma bravía ( Columba livia ). Se utilizan razas de utilidad especiales con características deseables. Se ponen dos huevos y se incuban durante unos 17 días. Cuando nacen, los pichones son alimentados por ambos padres con "leche de paloma", una secreción espesa rica en proteínas producida por el cultivo. Los pichones crecen rápidamente, pero son lentos para emplumar y están listos para abandonar el nido a los 26 a 30 días y pesan alrededor de 500 g. Para entonces, las palomas adultas habrán puesto y estarán incubando otro par de huevos y un par prolífico debería producir dos pichones cada cuatro semanas durante una temporada de reproducción que dura varios meses.